# Proserpina
För andra betydelser, se Proserpine.

Proserpina, målning av Dante Gabriel Rossetti.

Proserpina är underjordens drottning i den romerska mytologin, maka till guden Dis, underjordens härskare, och dotter till guden Jupiter och gudinnan Ceres. Prosperpina är det romerska namnet för den grekiska gudinnan Persefone och gudinnorna är identiska: kulten av Persefone och hennes mor Demeter infördes i Rom under namnen Proserpina och Ceres år 205 f.Kr. från de grekiska kolonierna i södra Italien. Kulten understöddes av Roms myndigheter så som ett gott föredöme för romerska kvinnor, med tanken att den skulle ersätta den föregående fruktbarhetskulten kring   Liber och  Libera, och installerades också i samma helgedom på Aventinen. I själva verket ersatte inte den nya kulten den gamla, i stället fungerade båda kulterna vid sidan av varandra. 